# Aridisol

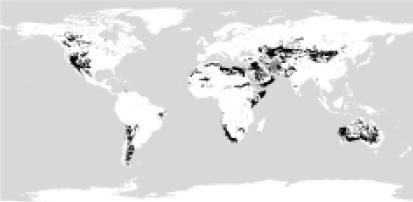
Gli Aridisol nel mondo.

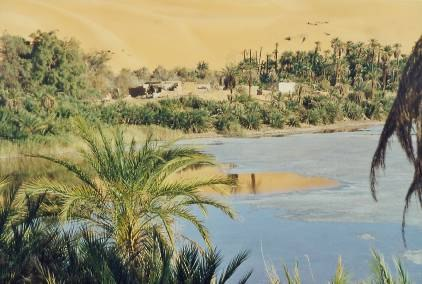
Alcuni Aridisol si rinvengono nelle oasi.

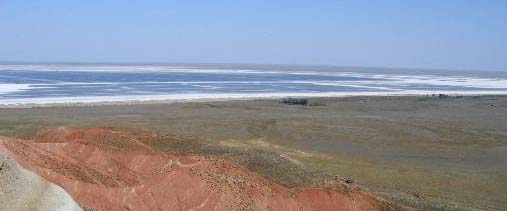
Altri Aridisol si osservano nelle zone in cui la steppa trapassa nel semideserto, come nella regione del basso Volga.

L'ordine degli Aridisol è uno dei dodici ordini della tassonomia del suolo secondo USDA, contraddistinto ai fini della nomenclatura con il suffisso id.

## Caratteristiche
Le caratteristiche tipiche dei suoli che ricadono in questa unità tassonomica sono la mancanza di acqua disponibile per le piante per una lunga parte dell'anno durante la stagione di crescita, unitamente a una differenziazione in orizzonti che testimonia il fatto che sono suoli con una certa evoluzione. Il regime di umidità è tale che non c'è acqua disponibile per le normali piante mesofitiche per più di 90 giorni consecutivi all'anno. Sono generalmente suoli dai colori chiari, segnale di scarsa presenza di sostanza organica.
Più in generale, l'aridità influenza tutti i processi pedogenetici che avvengono in un suolo di questo tipo e che portano alla sua formazione; ad esempio, molti Aridisol manifestano accumuli di sali. Il fattore aridità ha grande importanza ai fini agronomici, dato che, se non adeguatamente calibrata, l'irrigazione può portare in breve tempo alla salinizzazione o alla sodicizzazione del suolo.
Dominano i processi di natura fisica su quelli di natura chimica, tanto che molti Aridisol manifestano caratteristiche simili a quelle ereditate dai materiali parentali. In virtù dell'aridità, le condizioni del pedoambiente sono fortemente ossidanti.
Esistono degli Aridisol che manifestano delle caratteristiche che mal si sposano con le condizioni pedoclimatiche attuali: sono pertanto da ritenersi dei relitti, risalenti generalmente al tardo Pleistocene o all'Olocene, di suoli sviluppatisi in condizioni maggiormente umide.
Gli Aridisol sono caratteristici di regioni a clima arido, con una vegetazione prevalente costituita da erbe basse, cespugli xerofili, euforbie, cactus. Se sottoposti ad adeguata irrigazione (prestando molta attenzione ad evitare la loro salinizzazione) possono dare discreti risultati agronomici; senza apporti addizionali di acqua, invece, gli aridosuoli sostentano solo un'attività pastorale transumante.

## Sottordini
Secondo la versione del 1999, l'ordine degli Aridisol si suddivide in sette sottordini, con riferimenti alla temperatura del suolo, alla traslocazione nel profilo di differenti sostanze e all'alterazione dei minerali. Tali sottordini sono:
- Argid: si osserva accumulo di argilla;
- Calcid: accumulo di carbonati;
- Cambid: traslocazione e/o trasformazione di minerali all'interno del profilo;
- Cryid: gli Aridisol sviluppatisi in climi freddi;
- Durid: accumulo di silice;
- Gypsid: accumulo di gesso;
- Salid: accumulo di sali (a solubilità in acqua maggiore di quella del gesso).

### Argid
Sono gli Aridisol in cui si osserva un orizzonte ricco di argilla illuviale (orizzonte diagnostico argillico o natrico); questo sottordine comprende (grande gruppo dei Natrargid) una importantissima tipologia di suoli salini, vale a dire i suoli sodici (solonetz russi o black alkali soil statunitensi), in cui il complesso di scambio è quasi saturato di ioni sodio (Na+).
La presenza di un orizzonte di illuviazione dell'argilla viene generalmente attribuita a pedogenesi avvenute in passato, con clima leggermente meno secco dell'attuale.
Gli Argid si rinvengono nelle zone semidesertiche degli Stati Uniti sudoccidentali, oltre che in alcune aree dell'Africa settentrionale e meridionale, del Vicino Oriente e dell'America Meridionale.
Il sottordine viene diviso in sei grandi gruppi:
- Petroargid: gli Argid che presentano un orizzonte indurito (duripan, orizzonte petrocalcico o petrogypsico).
- Natrargid: come già esposto più sopra, sono i suoli sodici, alcalini e destrutturati.
- Paleargid: gli Argid derivanti da pedogenesi di lunga durata, tipici di superfici geomorfologicamente stabili; questa maturità è rivelata dalla presenza di un orizzonte argillico profondo, in cui l'argilla decresce lentamente con la profondità, oppure dalla presenza di cambi tessiturali abrupti.
- Gypsiargid: sono gli Argid che presentano, entro il metro e mezzo di profondità, un orizzonte diagnostico gypsico con accumulo di gesso secondario.
- Calciargid: sono gli Argid in cui si osserva un orizzonte diagnostico calcico, ricco di carbonato di calcio secondario, entro i 150 cm di profondità; generalmente, questo arricchimento deriva da deposizione di polveri carbonatiche eoliche.
- Haplargid: gli Argid che non manifestano nessuna delle caratteristiche distintive che contraddistinguono gli altri grandi gruppi; una particolare tipologia di suoli ricompresi in questo grande gruppo è quella chiamata dei suoli grigi desertici, con orizzonte A decolorato e orizzonte B rosso-brunastro.

### Calcid

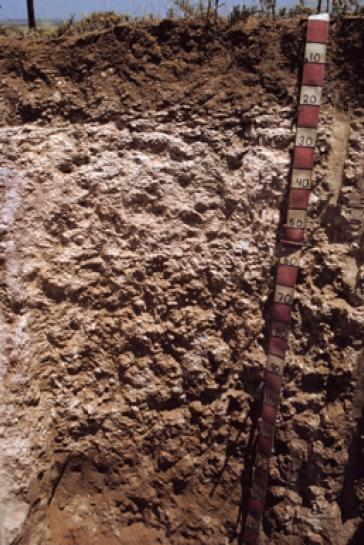
Ustic Haplocalcid, Nuovo Messico.

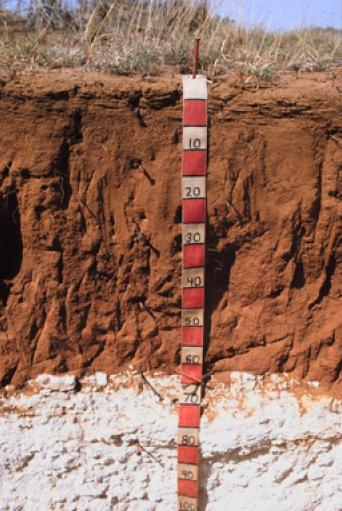
Petrocalcid, Nuovo Messico.

In questo sottordine vengono ricompresi gli Aridisol in cui si ha un orizzonte sottosuperficiale con arricchimenti di carbonato di calcio illuviale, che qualche volta possono presentarsi induriti (orizzonte diagnostico petrocalcico); sono grosso modo analoghi, tranne che nei componenti, ai suoli ricompresi nei sottordini Durid e Gypsid.
Il calcio può provenire dai materiali parentali oppure essere di origine alloctona, ad esempio come sedimento eolico calcico.
Suoli di questo genere sono molto estesi in tutte le zone aride del mondo.
Il sottordine dei Calcid viene diviso in due grandi gruppi:
- Petrocalcid: i Calcid in cui si osserva un orizzonte diagnostico petrocalcico entro un metro di profondità. Spesso, questo orizzonte è un residuo di un orizzonte argillico, successivamente oggetto di illuviazione di carbonato di calcio.
- Haplocalcid: gli ortotipi, senza particolari caratteristiche distintive.

### Cambid
Questo sottordine include gli Aridisol che non presentano caratteristiche distintive che possano farli ascrivere ad uno degli altri sottordini; presentano un orizzonte diagnostico sottosupericiale cambico entro un metro dalla superficie del suolo.
I Cambid sono i suoli meno evoluti, anche se fra i più diffusi, dell'ordine degli Aridisol; una particolare tipologia di suoli compresa in questo sottordine è quella dei sierozëm, suoli grigiastri tipici della steppa arida.
Questo sottordine, secondo l'edizione del 1999, si divide in quattro grandi gruppi:
- Aquicambid: sono i Cambid in cui si osservano condizioni aquiche, caratterizzati cioè dalla presenza di una falda acquifera oscillante che causa brevi periodi di saturazione idrica nella stagione umida. Si manifestano spesso accumuli di sali.
- Petrocambid: i Cambid in cui si osserva uno strato indurito a profondità comprese fra i 100 e i 150 centimetri dalla superficie.
- Anthracambid: i Cambid caratterizzati dalla presenza di un epipedon antropico; si rinvengono in alcune aree aride che hanno subito per secoli un'opera di irrigazione costante.
- Haplocambid: gli ortotipi, senza particolari caratteristiche distintive: hanno scarsa espressione degli orizzonti diagnostici e una certa presenza di carbonati di calcio, non sufficiente però a farli ricadere nel sottordine dei Calcid.

### Cryid
Gli Aridisol di ambiente freddo, con regime di temperatura cryico; tuttavia, molti di questi suoli hanno subito un'evoluzione in condizioni climatiche più calde e umide delle attuali. Sono diffusi abbastanza estensivamente nelle zone desertiche dell'Asia centrale.
Le zone in cui si sviluppano questi suoli sono soggette a fluttuazioni climatiche da condizioni più fredde e secche a condizioni più miti e meno aride, che influenzano in maniera significativa la pedogenesi.
Il sottordine dei Cryid si può suddividere in sei grandi gruppi:
- Salicryid: i Cryid che hanno un orizzonte diagnostico salico; occupano le regioni a clima più arido.
- Petrocryid: i Cryid in cui si osserva un orizzonte indurito come un duripan o un orizzonte diagnostico petrocalcico o petrogypsico.
- Gypsicryid: i Cryid dotati di un orizzonte diagnostico gypsico che abbia il limite superiore a meno di 1 metro di profondità.
- Argicryid: i Cryid con presenza di un orizzonte diagnostico argillico; sono suoli con una certa evoluzione.
- Calcicryid: i Cryid in cui si osservano arricchimenti in carbonato di calcio in un orizzonte diagnostico calcico; tale arricchimento può derivare dal materiale parentale oppure da "ricariche" esterne (es. deposizione di polveri carbonatiche).
- Haplocryid: gli ortotipi, suoli poco sviluppati caratterizzati da un epipedon ochrico e un orizzonte diagnostico di profondità cambico; altri orizzonti diagnostici, se presenti, si rinvengono a più di 1 metro di profondità.

### Durid
Questo sottordine comprende gli Aridisol in cui si osserva un orizzonte indurito dall'accumulo di silice illuviale (il cosiddetto duripan).
Sono tendenzialmente simili ai suoli dei sottordini dei Calcid e dei Gypsid; come loro, necessitano, per la loro formazione, di periodi in cui l'acqua in discesa (percolazione) sia maggiore di quella in risalita per evaporazione.
Secondo l'edizione del 1999 questo sottordine si divide in tre grandi gruppi: 
- Natridurid: i Durid con un orizzonte diagnostico natrico; sono quindi suoli con elevato tenore di sodio, alcalini e poco strutturati.
- Argidurid: i Durid in cui si osserva un orizzonte di illuviazione di minerali argillosi (orizzonte diagnostico argillico) immediatamente al di sopra dell'orizzonte a duripan.
- Haplodurid: gli ortotipi privi delle caratteristiche distintive degli altri suoli del sottordine.

### Gypsid

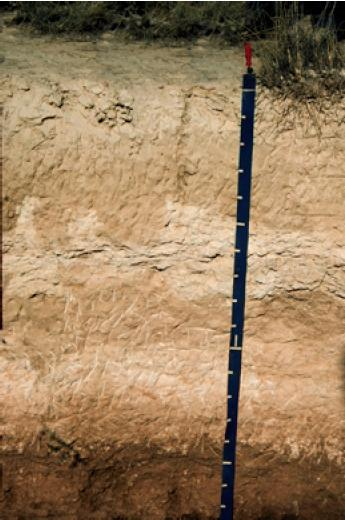
Gypsid, Nuovo Messico.

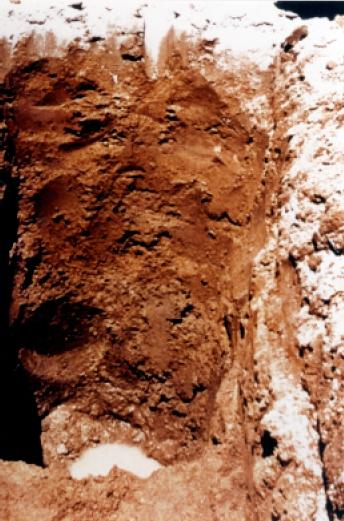
Aquisalid, Nevada.

Questo sottordine comprende gli Aridisol in cui si osserva un orizzonte caratterizzato dall'accumulo di gesso illuviale (orizzonte diagnostico gypsico), che in alcuni casi (paleosuoli, residui di pedogenesi in clima più umido) può presentarsi indurito (orizzonte diagnostico petrogypsico).
Sono anch'essi tendenzialmente simili ai suoli dei sottordini dei Calcid e dei Durid; come loro, necessitano, per la loro formazione, di periodi in cui l'acqua persa per percolazione sia maggiore di quella evaporata.
Suoli simili sono piuttosto diffusi nelle zone aride del mondo: rilevanti estensioni si hanno nella zona compresa tra l'Africa settentrionale, il Medio Oriente e il Corno d'Africa, così come nel sud-ovest degli Stati Uniti d'America e nel Messico settentrionale.
Si possono individuare, all'interno del sottordine, cinque grandi gruppi:
- Petrogypsid: Gypsid in cui si osserva uno strato indurito (orizzonti diagnostici petrocalcico o petrogypsico); la presenza di un duripan farebbe ricadere il suolo nel sottordine dei Durid.
- Natrigypsid: i Gypsid con un orizzonte diagnostico natrico; l'abbondante sodio nel complesso di scambio provoca alcalinità e destrutturazione.
- Argigypsid: i Gypsid con un orizzonte diagnostico argillico di illuviazione.
- Calcigypsid: i Gypsid con un orizzonte diagnostico calcico; spesso quest'ultimo si presenta immediatamente al di sopra dell'orizzonte gypsico a causa della differente solubilità dei due diversi sali.
- Haplogypsid: gli ortotipi, senza le caratteristiche distintive che contraddistinguono gli altri grandi gruppi. Presentano spesso un orizzonte diagnostico cambico sopra quello gypsico e sono generalmente di colore chiaro.

### Salid
Uno dei sottordini più importanti dell'ordine, include gli Aridisol in cui manifestano accumuli di sali a solubilità in acqua maggiore di quella del gesso (suoli salini non alcalini, detti solončak o solonchak nella tradizione pedologica russa e white alkali soil secondo una vecchia dicitura statunitense).
Il complesso di scambio non è saturato di ioni sodio, bensì di ioni calcio e magnesio; questo provoca reazione non alcalina e presenza, in genere, di una struttura ben espressa, di tipo grumoso, molto stabile. Si osservano molto spesso delle efflorescenze saline in superficie. Sono presenti più tipicamente nelle zone circumdesertiche, anche se si possono rinvenire anche in zone depresse nelle aree desertiche.
Vengono distinti solamente due grandi gruppi:
- Aquisalid: sono i suoli salini nei quali l'azione combinata dell'evaporazione e della risalita capillare causano accumulo di sali a ridosso della superficie. Si possono addirittura manifestare delle alternanze fra zone ossidate e ridotte, derivanti da periodica saturazione del profilo. Le acque sono molto salate, ragione per cui non possono essere sfruttate a dovere dalle piante.
- Haplosalid: suoli salini in cui non si ha saturazione idrica tranne che occasionalmente e per brevissimi periodi.